# Naleraq
Naleraq (dříve známá jako Partii Naleraq) je grónská centristicko-populistická politická strana. Zatímco strany jako Inuitské společenství a Siumut jsou také pro nezávislost, Naleraq je považován za zastánce okamžité nezávislosti a před volbami v roce 2025 slíbil uspořádat o této otázce referendum. Zároveň je také pro užší spolupráci se Spojenými státy americkými.

## Historie
V lednu 2014 opustil bývalý grónský premiér Hans Enoksen stranu Siumut a ohlásil vznik nové politické strany. Ve volbách do grónského parlamentu 2014 strana získala tři místa v Inatsisartutu. Ve volbách v roce 2018 získala čtyři křesla. Dne 15. února 2021 strana změnila svůj název a logo. V červnu 2022 odstoupil z funkce předsedy strany Hans Enoksen a nahradil ho Pele Broberg. Ve volbách v roce 2025 strana získala 24,8% hlasů a skončila druhá, což byl historicky nejlepší výsledek.

## Názory a postoje
Politická strana je klasifikována jako centristická a populistická.
Původním záměrem byla podpora méně bohaté části grónské populace, především tedy rybářů a lovců v odlehlých vesnicích. Strana prosazovala zvýšení kvót na rybolov a zlepšení cen v oblasti bydlení. Též prosazuje úplnou nezávislost Grónska.

## Výsledky voleb

### Grónský parlament
| Volby | Počet hlasů | %    | Počet mandátů | +/- |
| ----- | ----------- | ---- | ------------- | --- |
| 2014  | 3 423       | 11,6 | 3/31          | 3   |
| 2018  | 3 931       | 13,4 | 4/31          | 1▲  |
| 2021  | 3 252       | 12,3 | 4/31          | 0▬  |
| 2025  | 7 009       | 24,8 | 8/31          | ▲4  |

### Dánský parlament
| Volby | Počet hlasů | % (v Grónsku) | Počet mandátů | +/- |
| ----- | ----------- | ------------- | ------------- | --- |
| 2015  | 962         | 4,7           | 0/2           | 0   |
| 2019  | 1 565       | 7,6           | 0/2           | 0▬  |
| 2022  | 2 416       | 12,6          | 0/2           | 0▬  |